# Gameleira (Pernambuco)
Gameleira é um município brasileiro do estado de Pernambuco. O município é formado pelo distrito sede e pelos povoados de Cuiambuca, José da Costa e Cachoeira Lisa.

## História
O município de Gameleira foi no princípio, um engenho de açúcar. Não se sabe com exatidão quando foi instalado o “Engenho Gameleira”. O engenho integrava o território de Sirinhaém e, em meados do século XIX, pertencia a Carlos Leitão de Albuquerque. Em 1860, nas terras do referido engenho, iniciou-se a construção de uma estação da estrada de ferro do Recife ao São Francisco. A estação foi inaugurada em 1862, e denominada “Estação Gameleira”. Em “História da Paróquia de Nossa Senhora da Penha de Gameleira: Das Origens ao Final do Século XIX”, Lima (2017), declara que, o povoamento, foi motivado por três fatores: a construção da ferrovia, o estabelecimento de uma feira livre e a edificação de uma capela a Nossa Senhora da Penha. Esses fatores contribuíram para que centenas de pessoas migrassem para as terras de Gameleira, fazendo surgir um núcleo populacional, inicialmente, chamado “Povoação de Nossa Senhora da Penha de Gameleira”. Em 11 de julho de 1867, a Lei Provincial n° 763, elevou a primitiva Capela à condição de Matriz, criando a “Paróquia de Nossa Senhora da Penha de Gameleira”. Por conseguinte, forças políticas locais, conseguiram a aprovação da Lei n° 1.057, de 7 de junho de 1872, desmembrando o território de Gameleira, do município de Sirinhaém objetivando a emancipação político-administrativa. Afirma Lima (2022), em sua “História de Gameleira: Do Engenho de Açúcar à Fundação da Cidade”, que a emancipação foi concretizada com a instalação da primeira “Câmara de Vereadores” e da “Vila de Nossa Senhora da Penha de Gameleira”, em “13 de dezembro de 1873”.
REFERÊNCIAS
LIMA, L. M. L. História de Gameleira: Do Engenho de Açúcar à Fundação da Cidade. Edição independente. Gameleira-PE: EENSP, 2022.
LIMA, L. M. L. História da Paróquia de Nossa Senhora da Penha de Gameleira: Das Origens ao Final do Século XIX. Belo Horizonte-MG: Editora Koinonia, 2017.

## Política
O atual prefeito (gestão 2021-2024) é Leandro Ribeiro Gomes de Lima.

## Geografia
- População segundo o censo IBGE/2010: 27.915 - Zona urbana: 19.504. Zona rural: 8.411.

O território apresenta uma topografia variada. É banhado pelo rio Sirinhaém. O clima é ameno e o solo é de composição sílico-argiloso em quase toda a sua extensão.
As bacias hidrográficas são as do rio Sirinhaém e com uma área pertencente ao município, de 10,12% e de 1,83% respectivamente. O rio Sirinhaém se encontra com o rio Amaraji no distrito de Cachoeira Lisa, onde está construída uma ponte de concreto, que dá acesso à BR 101 - Sul. O centro urbano está formado por ruas calçadas e praças arborizadas, além de bons imóveis residenciais e comerciais.
O acesso da sede do município à capital do estado pela estrada de ferro é de 96 km e pela estrada asfaltada é de 98 km. O município é dotado de serviços de abastecimento de energia elétrica, feito pela CELPE. Área de comunicações, o município é servido por correio, telefone, rádio e televisão. A ligação por ônibus é feita através das linhas intermunicipais: Gameleira, Cucaú, Ribeirão, Escada, Recife e outras. Gameleira dispõe de um terminal rodoviário com 91 metros de área construída, uma Biblioteca Pública Municipal, Clube Recreativo e duas escolas estaduais, além de diversas escolas municipais.